# 西科斯基 S-75
西科斯基S-75（英語：Sirkosky S-75）是一種使用全複合材料的概念驗證型實驗機。塞考斯基飛機公司使用全複合材料替代金屬，以達到更佳的強度、更輕的重量、更低的製造成本和更低的維護成本。

## 發展
S-75是根據美國陸軍的先進複合機身計劃(ACAP)而開發的，該計劃的目標是開發全複合直升機機身，研製比全金屬機身更輕且更堅固的機身以繼續陸軍的輕型直昇機實驗(LHX)計畫。1981年2月，合同授予西科斯基和貝爾直升機公司，而貝爾提出貝爾D-292。
S-75使用全新的複合材料機身，並融合S-76A的雙渦輪軸發動機、傳動裝置以及主旋翼和尾旋翼。S-75 的機艙、機頂和大部分外埔表面都採用了更具防彈性的凱夫拉縴維，而飛機的大部分基本承重結構由石墨或石墨/環氧樹脂混合物製成。S-75在其固定的三點式起落架上配備了專門設計的抗衝擊座椅以及高強度氣動減震器，符合陸軍對於ACAP的要求，並超過所有現有的軍用耐撞性標準。

## 外部連結
- The Sikorsky Legacy S-75 Advanced Composite Airframe Program
- LHX program on globalsecurity.org （页面存档备份，存于）